# کوکوسنگ‌چشم سرسیاه
کوکوسنگ‌چشم سرسیاه (نام علمی: Lalage melanoptera) گونه‌ای از کوکوسنگ‌چشم‌ها است که در شبه قاره هند و جنوب شرق آسیا یافت می‌شود.